# 杨绍品
杨绍品（1956年12月—），男，汉族，辽宁岫岩人，中华人民共和国政治人物。曾任中华人民共和国农业部总经济师、党组成员。